# Fjärilen i glaskupan
Se även Fjärilen i glaskupan (film).
Fjärilen i glaskupan, fransk originaltitel Le scaphandre et le papillon, är en självbiografi av Jean-Dominique Bauby och publicerades 1997. Romanen beskriver hur hans liv är efter att ha fått en massiv stroke som lämnade honom i ett skick som kallas locked in-syndrom. I berättelsen får man också reda på hur hans liv varit innan stroken.
Den 8 december 1995 fick Bauby, som var chefredaktör för tidningen Elle, en stroke och föll i koma. Han vaknade 20 dagar senare, mentalt medveten om sin omgivning men fysiskt förlamad i hela kroppen med undantag av lite rörelseförmåga i huvudet och vänstra ögat. Bauby skrev hela boken under juli och augusti 1996 genom att blinka med vänster öga. En person räknade om och om igen upp ett alfabet med bokstäverna ordnade efter frekvens i franska språket (E, S, A, R, I, N, T, U, L, osv.) tills Bauby blinkade för att välja bokstav, innan personen började räkna upp bokstäverna igen så att Bauby kunde välja nästa bokstav. Personen som räknade upp alfabetet var också den som nedtecknade boken, vilken tog ungefär 200 000 blinkningar att skriva och ett genomsnittligt ord tog ungefär två minuter. Boken redovisar vardagshändelser för en person med locked in-syndrom såsom att leka vid stranden med sin familj, ta ett bad och möta besökare. Den franska versionen av boken publicerades i mars 1997. Den mottog bra kritik, sålde 150 000 exemplar första veckan och blev en bestseller i Europa. Tio dagar efter att boken publicerats dog Bauby i lunginflammation.

## Filmatisering
Det har gjorts en film med samma namn baserad på boken, regisserad av Julian Schnabel med manus av Ronald Harwood och med Mathieu Amalric som Bauby. Medan Bauby fortfarande levde gjorde den franska regissören Jean-Jacques Beineix en 25-minuters film, "Assigné à résidence" ("House Arrest), som visade Bauby i sitt förlamade tillstånd, och hur det gick till när boken kom till.